# Biu (Nigeria)
Pour les articles homonymes, voir Biu.
Biu est une ville et une zone de gouvernement local de l'État de Borno au Nigeria. C'est aussi un ancien royaume, le royaume Biu.
La population est de 208 330 habitants,.
Biu est situé sur un plateau semi-aride, à une altitude de 626 m.